# Sandman (DC Comics)
Sandman è il nome di sette personaggi dei fumetti apparsi in pubblicazioni della DC Comics. Sono tutti collegati in un modo o nell'altro anche se ci sono tre concetti largamente dissimili con due o tre persone che ripresero il ruolo più volte negli anni. Solo il primo e il terzo sono ancora utilizzati in questa forma - il secondo personaggio fu esplicitamente soppiantato dal terzo.
The Sandman è un fumetto pubblicato dalla DC Comics negli anni settanta, avendo per protagonista l'eroe omonimo. Questo Sandman viveva nella Dimensione del Sogno e proteggeva i bambini dai loro incubi ed occasionalmente dalle minacce reali. Fu creato come personaggio per bambini da Joe Simon e Jack Kirby, e comparve per la prima volta in The Sandman n. 1 (inverno 1947).
The Sandman è anche un fumetto pubblicato dalla DC Comics sotto l’etichetta Vertigo Comics negli anni ottanta e novanta, in cui il protagonista era un eroe molto diverso spesso noto con lo stesso nome. Similarmente, ci fu una serie di Sandman dal titolo Sandman Mystery Theatre, con protagonista Wesley Dodds.

## Biografia del personaggio

### Wesley Dodds
Wesley Dodds è il primo personaggio immaginario della DC Comics a portare il nome di Sandman. Vestito in un abito d'affari verdi, un fedora e una maschera a gas, Sandman utilizzava una pistola emettente un gas soporifero per sedare i criminali. Cominciò la sua carriera come "uomo del mistero", sviluppandosi infine in un più appropriato supereroe, diventando un fondatore della Justice Society of America.

### Garrett Sanford
Il Sandman degli anni settanta fu creato da Joe Simon e Jack Kirby. Il n. 1 fu scritto per essere un auto-conclusivo, ma seguirono una storia aggiuntiva e 5 numeri in più. Dopo il primo numero, le storie furono scritte da Michael Fleisher. Il secondo e il terzo numero furono illustrati da Ernie Chua. I colori furono inseriti da Kirby, Mike Royer e, nel sesto numero, da Wally Wood. Tutte le copertine furono ideate e disegnate da Kirby, e il quarto numero fece notare il suo ritorno nelle illustrazioni interiori sulla copertina.
Questo Sandman fu originariamente inteso per essere il Sandman del mito popolare, "eterno ed immortale", nonostante l'aspetto e le avventure da supereroe (il Sandman descritto qui è un personaggio del folklore western che protegge i sogni dei bambini). Sandman è assistito da sue incubi viventi di nome Brute e Glob, che lui fece uscire dalle celle dov'erano rinchiuse con l'aiuto di un fischietto magico. Utilizzando dei dispositivi di monitoraggio di sicurezza, Sandman può entrare nella "Dimensione del Sogno", o "Fiume della Realtà" (in cui agisce dal supereroe che sembra), e porta con sé un borsellino con della polvere soporifera con cui fa addormentare e sognare chiunque. Il suo compito principale è di proteggere i bambini dai mostri degli incubi all'interno dei loro sogni, specialmente da uno di nome Jed Paulsen, così come assicurare che i bambini abbiano un livello appropriato di incubi piuttosto che avere a che fare con le ansie tipiche della vita reale.
Naturalmente il suo nemico principale è il Mago degli Incubi, che crea degli incubi che sono troppo estremi e che a volte uccidono i bambini mentre sognano. Il Mago degli Incubi è un vecchietto che somiglia fortemente alla forma anziana di Eva. In nessuna delle sue tre comparse il Mago fu un antagonista, tuttavia era esplicito il loro reciproco antagonismo.
Nell'ultima avventura creata da Fleisher e Kirby (intesa per Sandman vol. 1 n. 7, ma pubblicata in The Best of DC n. 22), aiutò addirittura il leggendario Santa Claus contro un gruppo di Seal Men infuriati con quest'ultimo per i regali sbagliati ricevuti il Natale precedente.
Questa versione di Sandman comparve solo in una manciata di numeri e rimase genericamente inutilizzato per gli anni a seguire. In una retcon di Roy Thomas, comparve in Wonder Woman n. 300 (1983), e si rivelò che Sandman era il Dr. Garrett Sanford, un docente di psicologia della UCLA che fu intrappolato nella Dimensione del Sogno mentre salvava la vita di un grande uomo (ci fu chi pensò che si trattasse del Presidente degli Stati Uniti), che era in coma e veniva terrorizzato da un potente mostro degli incubi. Questo numero, e le comparse successive, fecero notare per la prima volta che la sua comparsa fuori dalla Dimensione del Sogno era limitata strettamente ad un'ora, a causa del fatto che l'entrata fisica nella Dimensione del Sogno era un processo a senso unico, così che potesse essere inserito anche il suo equipaggiamento, ma che non poteva essere portato fuori. Nondimeno, Sanford tentò di conquistare Diana nonostante questa avesse ricevuto la proposta di matrimonio da Steve Trevor. Il numero introdusse anche Hippolyta Trevor (figlia delle controparti di Terra-Due di Diana e di Steve), che avrebbe poi sposato il successore di Sanford, Hector Hall, e che fu un personaggio maggiore nella serie Vertigo come madre di Daniel.
Sandman fu anche un membro onorario della Justice League in Justice League of America Annual n. 1 (1983; scritto da Paul Levitz e Len Wein), in cui combatterono contro il Dottor Destiny, che aveva intrappolato Sanford in un tubo come quelli utilizzati per Brute e Glob, ed infine utilizzati anche sulla League. Non ci fu riferimento al rubino appartenuto a Morpheus in questa storia. Sanford dovette declinare l'adesione a pieno titolo perché non poteva lasciare la Dimensione del Sogno per più di un'ora alla volta.
Nelle ultime due comparse, e al successivo utilizzo del costume, fu aggiunta una clessidra rossa sul davanti del costume che non comparve nelle illustrazioni di Kirby (o di Chua).
Pagine di lettere a proposito della serie, si lamentavano che la serie era troppo giovanile, mentre Wonder Woman n. 300 faceva riferimento a sogni erotici e all'ammissione di Sanford di spiare di nascosto i sogni di Diana.
Sandman, Jed, Brute e Glob, osservati da Metron, comparvero in un pannello di Swamp Thing n. 62, che fu la prima scrittura di Rich Veitch.

### Hector Hall
In Infinity, Inc. n. 50 (maggio 1988), si scoprì che Sanford era diventato pazzo a causa della solitudine della Dimensione del Sogno e si suicidò, e che Hector Hall (ex Silver Scarab e figlio di Carter Hall) aveva ora rimpiazzato il deceduto Sanford come Sandman.
In The Sandman vol. 2 n. 12 (1990), si scoprì anche che la Dimensione del Sogno era, di fatto, un piccolo universo nella mente di Jed Paulson (ora chiamato Jed Walker a causa dei cambi di custodia) che fu creato da Brute e Glob (che si spiegò essere due ex servì del Sogno che fuggirono dal reame durante la lunga assenza del Signore dei Sogni). Venne fuori che Hall era morto in realtà alcuni anni prima, e che la sua incarnazione come Sandman era meno di un involucro che il Sogno risucchiò in un'altra parte della Dimensione quando sconfisse le due creature.
Hall andò avanti reincarnandosi come Dottor Fate. La sua sola comparsa come Sandman avvenne in Infinity, Inc. n. da 49 a 51, The Sandman vol. 2 n. 11 e 12, e "Sandman Presents: The Thessaliad" n. 2
Ambush Bug indossò brevemente il costume di Sanford/Hall in Ambush Bug Nothing Special n. 1, nel tentativo di diventare la spalla del Sogno.
Questo Sandman comparve, insieme a Brute e Glob, in JSA n. 63 e 64. Questa volta, il costume fu indossato da Sandy Hawkins. Daniel Hall ricatturò Brute e Glob e rimandò di nuovo in pensione la versione di Sandman di Kirby.

### Sogno
Daniel Hall, figlio di Hector Hall, assunse infine la posizione di Sogno quando morì Morpheus. Lui, come Morpheus, era l'incarnazione del Sogno, dei racconti e della realtà. Si riferì a sé stesso semplicemente come a "Sogno dell'Infinito"; in The Wake, affermò di non avere il diritto di essere chiamato "Morpheus", e che le parti mortali di quello che era Daniel Hall ora non esistevano più.

### Sandy Hawkins
Qualche tempo dopo, nelle pagine di JSA n. 63 3 64, il presidente ed erede all'eredità di Sandman, Sand, si ritrovò l'anima rubata da Brute e Glob per assumere brevemente il ruolo di protettore della Dimensione del Sogno, ancora contro il costume disegnato da Kirby. Infine, il Dottor Fate (Hector Hall) e sua moglie Lyta guidarono un contingente della Justice Society of America al salvataggio di Sand. Brute e Glob furono abiurati come parti note solo come "L'Oscurità". Questo frammento della Dimensione del Sogno è momentaneamente disabitata.
Da allora, Sand adottò ufficialmente il nome di Sandman e un costume simile a quello di Wesley Dodds nel volume corrente di Justice Society of America.

### Kieran Marshall
Nella miniserie Sandman Mystery Theatre: Sleep of Reason, il fotogiornalista Kieran Marshall adottò brevemente l'identità di Sandman per combattere i terroristi in Afghanistan, ispirato da una visita di Wesley Dodds avvenuta in quella regione poco dopo la sua morte.